# Carlo Rambaldi

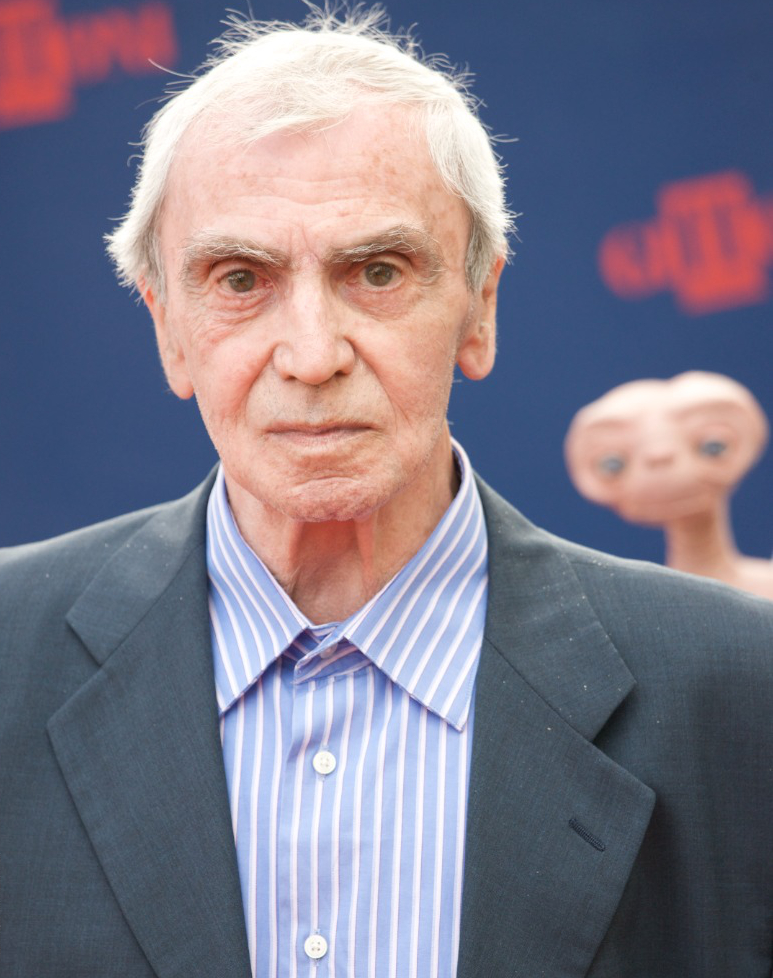
Carlo Rambaldi, 2010

Carlo Rambaldi (* 15. September 1925 in Vigarano Mainarda, Provinz Ferrara; † 10. August 2012 in Lamezia Terme, Kalabrien) war ein italienischer Spezialist für Maskeneffekte beim Film.

## Karriere
Rambaldi ist durch seine Masken und Puppen für die Filme Alien – Das unheimliche Wesen aus einer fremden Welt und E.T. – Der Außerirdische international bekannt geworden, für die er mit zwei Oscars für die besten visuellen Effekte und dem Special Achievement Award der Academy of Motion Picture Arts and Sciences ausgezeichnet wurde. Für die Effekte in E.T. bekam er auch den Saturn Award verliehen, zusätzlich einen Los Angeles Film Critics Association Awards (Special Award) ohne konkrete Nennung eines Films.
Für den 1986 gedrehten Film King Kong lebt hingegen wurde Rambaldi für den Negativpreis Goldene Himbeere in der Kategorie Schlechteste Spezialeffekte nominiert.

## Filmografie (Auswahl)
- 1960: Die Rache des Herkules (La vendetta di Ercole) – Regie: Vittorio Cottafavi
- 1962: Germanicus in der Unterwelt (Maciste contro i mostri) – Regie: Guido Malatesta
- 1963: Perseus – der Unbesiegbare (Perseo l’invincibile) – Regie: Alberto De Martino
- 1965: Scarletto – Schloß des Blutes (Il boia scarlatto) – Regie: Massimo Pupillo
- 1966: Hexe der Liebe (La strega in amore) – Regie: Damiano Damiani
- 1971: Una lucertola con la pelle di donna – Regie: Lucio Fulci
- 1971: Im Blutrausch des Satans (Reazione a catena/Ecologia del delitto) – Regie: Mario Bava
- 1972: La notte dei diavoli – Regie: Giorgio Ferroni
- 1972: Das Auge des Bösen (Casa d’appuntamento) – Regie: Ferdinando Merighi
- 1972: Blaubart (Bluebeard) – Regie: Edward Dmytryk
- 1973: Andy Warhols Frankenstein (Flesh for Frankenstein) – Regie: Paul Morrissey
- 1974: Andy Warhols Dracula (Blood for Dracula) – Regie: Paul Morrissey
- 1975: Rosso – Farbe des Todes (Profondo rosso) – Regie: Dario Argento
- 1976: King Kong – Regie: John Guillermin
- 1977: Unheimliche Begegnung der dritten Art (Close Encounters of the Third Kind) – Regie: Steven Spielberg
- 1979: Alien – Das unheimliche Wesen aus einer fremden Welt (Alien) – Regie: Ridley Scott
- 1979: Schwingen der Angst (Nightwing) – Regie: Arthur Hiller
- 1981: Die Hand (The Hand) – Regie: Oliver Stone
- 1981: Possession – Regie: Andrzej Żuławski
- 1982: E.T. – Der Außerirdische (E.T. the Extra-Terrestrial) – Regie: Steven Spielberg
- 1984: Conan der Zerstörer (Conan the Destroyer) – Regie: Richard Fleischer
- 1984: Der Wüstenplanet (Dune) – Regie: David Lynch
- 1985: Katzenauge (Cat’s Eye) – Regie: Lewis Teague
- 1985: Der Werwolf von Tarker Mills (Silver Bullet) – Regie: Daniel Attias
- 1986: King Kong lebt (King Kong Lives) – Regie: John Guillermin
- 1988: Cameron (Cameron’s Closet) – Regie: Armand Mastroianni
- 1988: Animal Rage (Rage, furia primitiva) – Regie: Vittorio Rambaldi